# Oplachantha
Oplachantha är ett släkte av tvåvingar. Oplachantha ingår i familjen vapenflugor.
Kladogram enligt Catalogue of Life:
| Oplachantha | \| \| Oplachantha albihirta \| \| \| \| \| \| Oplachantha albitarsis \| \| \| \| \| \| Oplachantha annulipes \| \| \| \| \| \| Oplachantha atricalx \| \| \| \| \| \| Oplachantha atriceps \| \| \| \| \| \| Oplachantha bellula \| \| \| \| \| \| Oplachantha caerulescens \| \| \| \| \| \| Oplachantha cincticornis \| \| \| \| \| \| Oplachantha divisa \| \| \| \| \| \| Oplachantha formosa \| \| \| \| \| \| Oplachantha fuscipes \| \| \| \| \| \| Oplachantha lanuginosa \| \| \| \| \| \| Oplachantha latifrons \| \| \| \| \| \| Oplachantha mexicana \| \| \| \| \| \| Oplachantha pallida \| \| \| \| \| \| Oplachantha peruana \| \| \| \| \| \| Oplachantha pulchella \| \| \| \| \| \| Oplachantha subcrassicalx \| \| \| \| \| \| Oplachantha tricolor \| \| \| \| \| \| Oplachantha viriata \| \| \| \| |
|             | \| \| Oplachantha albihirta \| \| \| \| \| \| Oplachantha albitarsis \| \| \| \| \| \| Oplachantha annulipes \| \| \| \| \| \| Oplachantha atricalx \| \| \| \| \| \| Oplachantha atriceps \| \| \| \| \| \| Oplachantha bellula \| \| \| \| \| \| Oplachantha caerulescens \| \| \| \| \| \| Oplachantha cincticornis \| \| \| \| \| \| Oplachantha divisa \| \| \| \| \| \| Oplachantha formosa \| \| \| \| \| \| Oplachantha fuscipes \| \| \| \| \| \| Oplachantha lanuginosa \| \| \| \| \| \| Oplachantha latifrons \| \| \| \| \| \| Oplachantha mexicana \| \| \| \| \| \| Oplachantha pallida \| \| \| \| \| \| Oplachantha peruana \| \| \| \| \| \| Oplachantha pulchella \| \| \| \| \| \| Oplachantha subcrassicalx \| \| \| \| \| \| Oplachantha tricolor \| \| \| \| \| \| Oplachantha viriata \| \| \| \| |
|             | Oplachantha albihirta |
|             | |
|             | Oplachantha albitarsis |
|             | |
|             | Oplachantha annulipes |
|             | |
|             | Oplachantha atricalx |
|             | |
|             | Oplachantha atriceps |
|             | |
|             | Oplachantha bellula |
|             | |
|             | Oplachantha caerulescens |
|             | |
|             | Oplachantha cincticornis |
|             | |
|             | Oplachantha divisa |
|             | |
|             | Oplachantha formosa |
|             | |
|             | Oplachantha fuscipes |
|             | |
|             | Oplachantha lanuginosa |
|             | |
|             | Oplachantha latifrons |
|             | |
|             | Oplachantha mexicana |
|             | |
|             | Oplachantha pallida |
|             | |
|             | Oplachantha peruana |
|             | |
|             | Oplachantha pulchella |
|             | |
|             | Oplachantha subcrassicalx |
|             | |
|             | Oplachantha tricolor |
|             | |
|             | Oplachantha viriata |
|             | |